# Les Panthères roses (Paris)
Pour les articles homonymes, voir Les Panthères roses.
 (août 2024).
La mise en forme du texte ne suit pas les recommandations de Wikipédia : il faut le « wikifier ».
Les points d'amélioration suivants sont les cas les plus fréquents. Le détail des points à revoir est peut-être précisé sur la page de discussion.
- Les titres sont pré-formatés par le logiciel. Ils ne sont ni en capitales, ni en gras.
- Le texte ne doit pas être écrit en capitales (les noms de famille non plus), ni en gras, ni en italique, ni en « petit »…
- Le gras n'est utilisé que pour surligner le titre de l'article dans l'introduction, une seule fois.
- L'italique est rarement utilisé : mots en langue étrangère, titres d'œuvres, noms de bateaux, etc.
- Les citations ne sont pas en italique mais en corps de texte normal. Elles sont entourées par des guillemets français : « et ».
- Les listes à puces sont à éviter, des paragraphes rédigés étant largement préférés. Les tableaux sont à réserver à la présentation de données structurées (résultats, etc.).
- Les appels de note de bas de page (petits chiffres en exposant, introduits par l'outil «  Source ») sont à placer entre la fin de phrase et le point final[comme ça].
- Les liens internes (vers d'autres articles de Wikipédia) sont à choisir avec parcimonie. Créez des liens vers des articles approfondissant le sujet. Les termes génériques sans rapport avec le sujet sont à éviter, ainsi que les répétitions de liens vers un même terme.
- Les liens externes sont à placer uniquement dans une section « Liens externes », à la fin de l'article. Ces liens sont à choisir avec parcimonie suivant les règles définies. Si un lien sert de source à l'article, son insertion dans le texte est à faire par les notes de bas de page.
- La présentation des références doit suivre les conventions bibliographiques. Il est recommandé d'utiliser les modèles {{Ouvrage}}, {{Chapitre}}, {{Article}}, {{Lien web}} et/ou {{Bibliographie}}. Le mode d'édition visuel peut mettre en forme automatiquement les références.
- Insérer une infobox (cadre d'informations à droite) n'est pas obligatoire pour parachever la mise en page.

Pour une aide détaillée, merci de consulter Aide:Wikification.
Si vous pensez que ces points ont été résolus, vous pouvez retirer ce bandeau et améliorer la mise en forme d'un autre article.
Les Panthères roses est une association fondée à Paris active entre 2003 et 2013. Elle réunit des activistes féministes, anticapitalistes et antiracistes s'identifiant comme « gouines, trans et pédés », ayant recours à différentes formes d'actions (action publique, rédaction de tribunes, réalisation vidéo) pour intervenir dans le débat public.

## Origines
La première apparition publique des Panthères roses a lieu à la manifestation contre la guerre d'Irak du 14 décembre 2002 à Paris,. La réunion publique inaugurale se tient en février 2003. Le collectif se constitue ensuite en association le 17 juin 2003.
Les activistes à l'origine du groupe se rencontrent aux UEEH (Universités d'été euroméditerranéennes des homosexualités), à l'Inter-LGBT et DEGEL (Debout étudiants gays et lesbiennes) en 2001. La plupart avait précédemment créé GLOSS (Groupuscule de Lopettes Organiquement Sexuelles et Subversives).
Le groupe se fonde sur le constat d'un manque d'articulation entre les luttes sociales et les combats féministes et LGBT,. La nécessité de constituer un « réseau de pédégouines énervées par l'ordre moral, le patriarcat, le sexisme, le racisme, le tout-sécuritaire, les régressions sociales » se pose après le 21 avril 2002, qui voit l'extrême droite accéder au second tour des élections présidentielles pour la première fois.
Le nom fait référence au Black Panthers Party. L'association française en reprend notamment le principe d'auto-organisation et de reconnaissance de la parole des personnes concernées. L'une de ses particularités est de se situer aux articulations des luttes sociales, féministes et LGBT. Le groupe se mobilise ainsi contre le capitalisme et contre des systèmes d'oppression discriminants comme le sexisme et le racisme. Ses positionnements sont redéfinis en fonction de l’actualité politique.
Les Panthères roses se situent dans la lignée de luttes féministes et LGBT : MLF (Mouvement de Libération des femmes), le GLH (Groupe de Libération Homosexuel), le FHAR (Front Homosexuel d'Action Révolutionnaire), Act Up-Paris ou encore les Lesbian Avengers aux États Unis,.

## Positionnements
Les combats sont ancrés dans la convergence des luttes. L'association pointe les systèmes politiques à l’origine d'inégalités (capitalisme, ordre moral, hétéronormativité, racisme et impérialisme). Elle exige des changements concrets en termes d'acquis sociaux quel que soit le lieu de naissance, la religion, la couleur de peau, le sexe, l’orientation sexuelle, l’identité de genre ou l’état de santé.

### Féminisme radical
L'association combat la notion d'« ordre naturel » fondée sur une distinction entre les sexes. Elle l'identifie comme une construction sociale justifiant la domination des femmes par les hommes et la stigmatisation des LGBT,.

#### Pour l'égalité des droits
Les revendications d'ouverture du mariage, de l'adoption et de la PMA aux couples de même sexe sont portées notamment au sein du Collectif égalité des droits constitué en 2004. Cette plateforme inter-associative, couplée à la mobilisation (actions, débats, manifestations…) est destinée à influer sur le positionnement des partis de gauche au gouvernement sur l'égalité des droits dans le couple, la parentalité, le séjour, le changement d’état civil,. Un second collectif sera créé en 2009.

#### Pour les droits des femmes
Les Panthères roses revendiquent l'égalité salariale entre les hommes et les femmes et un accès effectif à l’IVG. Elles luttent contre les violences faites aux femmes. Elles rendent visibles le sexisme dans la littérature enfantine et les jouets,.

#### Pour les droits des trans
Les Panthères roses sont en faveur d'une facilitation du changement d’état-civil sans obligation de chirurgie de réassignation sexuelle. Elles exigent la suppression de toute mention relative au sexe sur les papiers d’identité et autres documents administratifs. Dans le cadre d'un travail inter-associatif, elles œuvrent en 2010 contre la Psychiatrisation des transidentités au sein du DSM-V,.

#### Pour le droit des prostituées
Les Panthères roses reconnaissent le droit des travailleurs du sexe à s’organiser. Elles les soutiennent contre des lois jugées répressives comme la loi pour la sécurité intérieure qui instaure un nouveau délit pour racolage passif.

### Antiracisme et internationalisme
Les Panthères roses militent contre les systèmes de racisation à l'œuvre dans la société française et l'héritage colonialiste. Elles dénoncent plus particulièrement la montée d'un homonationalisme.

Badge des Panthères roses et Act Up-Paris « Mon identité n'est pas nationale ».

#### Pour les droits des étrangers
Le collectif s’associe aux mobilisations contre les réformes dites sécuritaires réduisant les conditions d'entrée et de séjour en France. Elles demandent l’accès aux soins et une couverture sociale à 100 %. À la suite de l'annonce d'un ministère de l'immigration et de l'identité par Nicolas Sarkozy en 2007, elles organisent une campagne « Mon identité n'est pas nationale »,.

#### Contre l'islamophobie
Dans le contexte de la loi sur les signes religieux dans les écoles publiques françaises votée en 2004, les Panthères roses dénoncent l'instrumentalisation du féminisme à des fins racistes et islamophobes. Elles prennent position pour le droit des femmes à porter le hijab, entrant en opposition avec d'autres personnalités et organisations dont le Collectif national pour les droits des femmes (CNDF), et co-organisent une marche féministe indépendante le 8 mars 2009 qui revendique un féminisme inclusif.

#### Contre le colonialisme
Les Panthères roses font partie des premiers signataires d'un appel collectif pour l’abrogation de la Loi portant reconnaissance de la Nation et contribution nationale en faveur des Français rapatriés qui met en avant « le rôle positif de la présence française outre-mer, notamment en Afrique du Nord ».

### Anticapitalisme et justice sociale
Les Panthères roses rejoignent les luttes sociales engagées contre les politiques libérales. Elles militent pour le développement des solidarités collectives (assurance maladie, accès aux soins, chômage, retraites, logement...) et la redistribution des richesses. Elles participent notamment au Forum Social Européen de Paris - Saint-Denis en 2003 et à la mobilisation contre le Traité établissant une Constitution pour l'Europe en 2005. Elles dénoncent les politiques d'austérité, la financiarisation de l'économie et les crises économiques qu'elles engendrent.

## Organisation
Les Panthères roses revendiquent de travailler en non-mixité ou « mixité choisie. » Celle-ci est d'abord définie en « mixité pédé et gouines » puis à partir de 2006 « gouines, trans et pédés ». Alors qu’une minorité numérique de lesbiennes participent à la création du groupe, une forte conviction collective permet de développer leur visibilité, notamment pour des prises de parole publiques et l’animation des cortèges en manifestation. L'écriture inclusive et la féminisation du langage à l'écrit comme à l'oral sont employées systématiquement.
A l'image d'Act Up-Paris, le collectif se réunit à un rythme hebdomadaire en « Assemblées Publiques des Panthères roses » (ou APuPa). Elles ont d'abord lieu au local SUD PTT (23 rue de la Mare dans le 20e arrondissement de Paris), à la Maison des Associations du 19e arrondissement à partir du 1er août 2006, puis à la Maison des Associations du 10e arrondissement.
Ces réunions sont le lieu de prises de décisions collectives et de discussion des projets préparés en commission. Les commissions éphémères préparent des actions spécifiques : slogans, tracts, communiqués de presse, prises de parole. Le groupe fonctionne dans une volonté d'horizontalité, régulant les prises de paroles pendant les réunions. Le consensus est le procédé préalable à toutes les prises de décisions.
La cotisation mensuelle des membres à prix libre, les appels à dons, l'organisation de « cantines solidaires » ainsi que la production et la vente de badges, de sacs et t-shirts constituent les ressources financières.

## Formes d'actions et d'apparitions
Les Panthères roses ont fortement contribué au développement des Pink Bloc dans les manifestations unitaires de gauche. Le rose de leurs banderoles et pancartes relève d'une visibilité tactique mais aussi de la réappropriation politique d'une couleur associée au féminin, considérée comme négligeable ou apolitique.

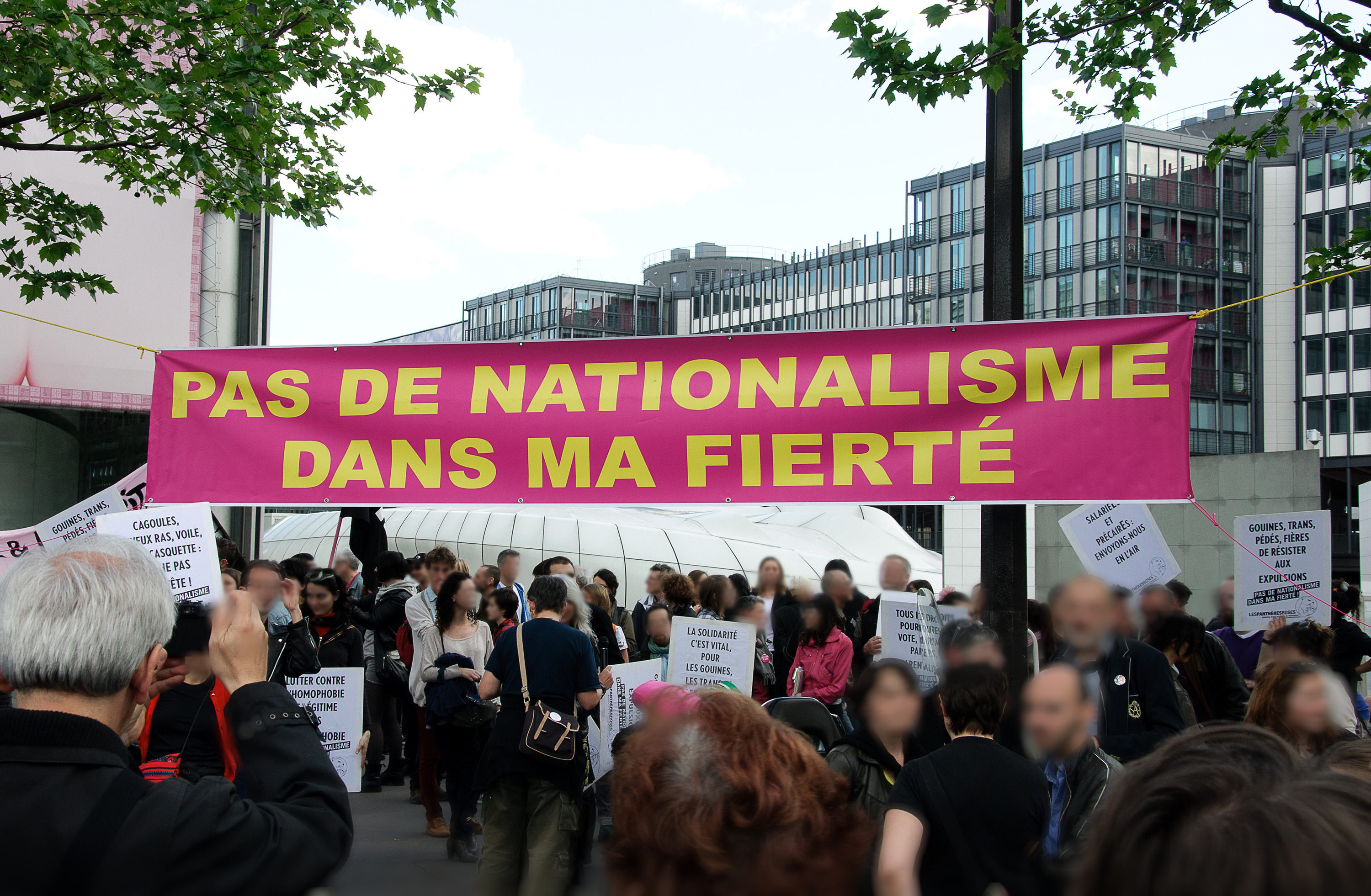
Pancartes et banderole « Pas de nationalisme dans ma fierté » lors de la marche du 1er mai 2012.

### Action directe non violente
Les Panthères roses réagissent à l'actualité politique par différents type d'actions : interpellation des politiciens, manifestation, rassemblement, interpellation d'institutions, publication et distribution de textes (tracts, communiqués, prospectus...), théâtre invisible sur la voie publique, collage et pochoir. Le collectif s'inscrit entre autres dans l'agenda annuel de la Fête du travail le 1er mai, de la Journée internationale des femmes le 8 mars, de la Marche des fiertés de Paris (où il s'oppose à deux reprises à la participation du char de l'UMP GayLib), de la Journée internationale pour l'élimination de la violence à l'égard des femmes le 25 novembre, mais aussi de l'Existrans, de l'International Day Against Homophobia (Idaho) le 17 mai et de la Journée mondiale de lutte contre le sida le 1er décembre.

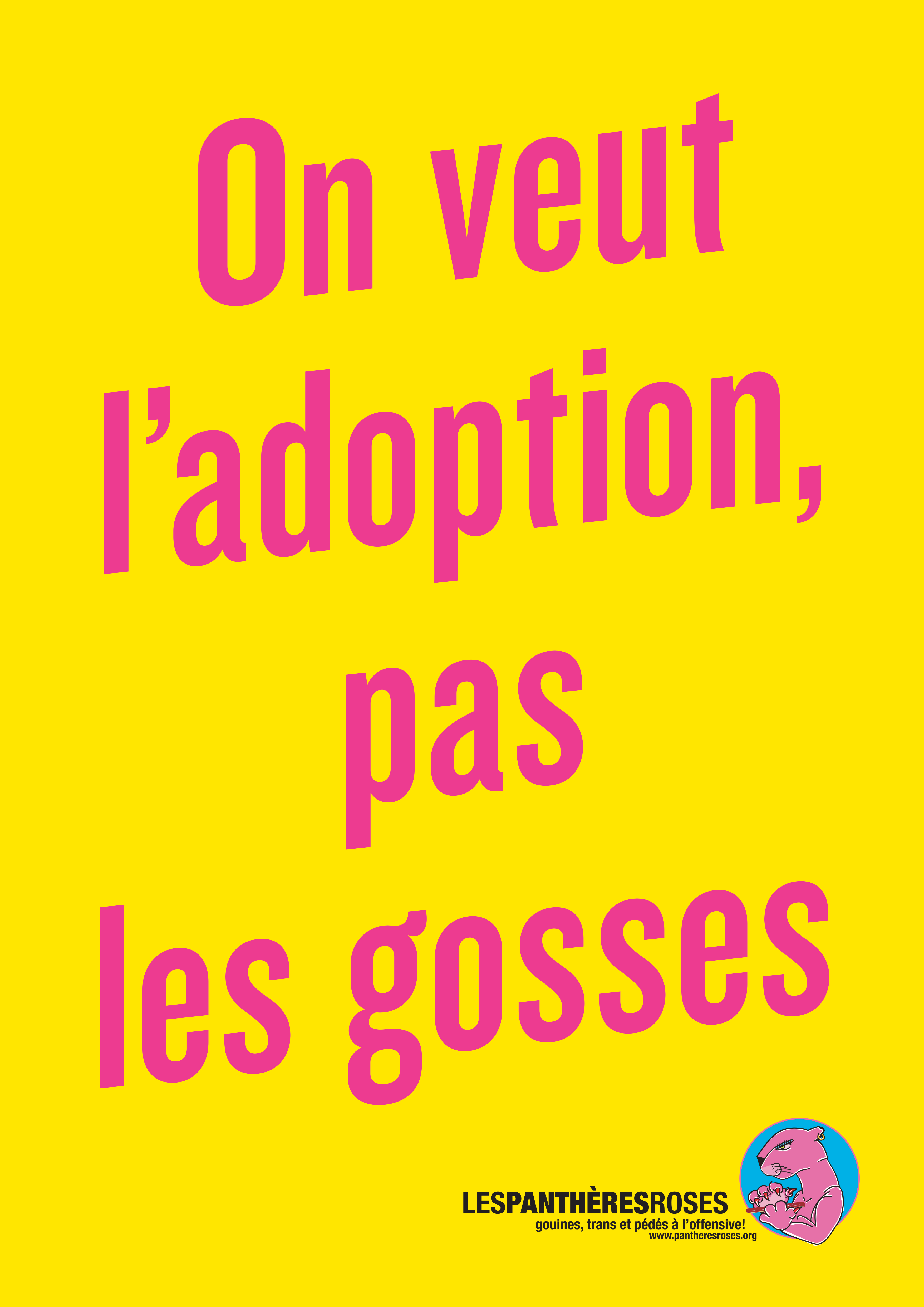
Pancarte des Panthères roses lors de la campagne du Mariage pour tous (2013).

### Humour et politique
Les Panthères roses revendiquent un activisme joyeux. Leurs modes d’actions se veulent provocateurs et percutants. Ils expriment l’indignation, la colère et l’irrévérence. Les slogans empruntent parfois au sarcasme (« Si tu as faim, mange un financier ») ou à la pop culture (« Prouve que tu existes »). Reposant sur des jeux de mots, les slogans retournent souvent les stigmates de la perversion ou de l’infertilité sociale, familiale et économique (« Jouir plutôt que reproduire », « Merci de bien vouloir retirer votre sexe de mon état civil », « Je suis gouine et je m'en bats les couilles », « Du travail pour toutEs ou plus de travail du tout »),. Ils pointent les systèmes politiques à l’origine des oppressions comme le racisme (« Déloger le racisme pas les immigrés ») ou la nature comme ordre symbolique aliénant (« La nature c’est pas ma culture »),. Certaines associations comme l'AVFT ont exprimé leur indignation face à ces slogans jugés antiféministes.

### Interassociatif
L'articulation des luttes étant au cœur du projet, les Panthères roses travaillent avec d'autres composantes du féminisme et du mouvement LGBT notamment avec les groupes Act Up-Paris, Mix-Cité, Collectif contre le publisexisme, Alternative libertaire (France) et l'Association pour la reconnaissance des droits des personnes homosexuelles et trans à l'immigration et au séjour (ARDHIS). L'ouverture à l'international s'est illustrée par des rencontres à Rome, Porto, Coimbra, Cracovie, Barcelone et lors des Universités d'été euroméditerranéennes des homosexualités (UEEH).
Les débats sur le mariage entre personnes de même sexe en France en 2013 marquent les dernières apparitions publiques des Panthères roses.

## Publications

### Imprimés
- Les Panthères roses, Lettres aux pédégouines (janvier, mars, juin 2003)
- Les Panthères roses, Pecs & Ongles n°1 (novembre 2008), no 2 (décembre 2008), no 3 (février 2009), no 4 (mars 2013)
- Les Panthères roses, « C'est quoi les Panthères roses ? » Ainsi soient Elles, journal de La Lune, association de femmes homosexuelles de Strasbourg, août 2003
- Les Panthères roses, « L'hétérosexualité n'est pas l'orientation sexuelle majoritaire, c'est un système politique », Rouge (hebdomadaire de la ligue communistes révolutionnaire), 26 juin 2003[65]
- Les Panthères roses, « Ni hommes, ni femmes, gouines et pédés, féministes radicales », 22 juin 2005, Journal d'Alternative Libertaire[66]
- Les Panthères roses, « Trouble dans les féminismes : la parité, et après ?, Gouines, trans et pédés à l’offensive », Mouvements, 2007/2 (no 50)[67]

### Vidéos

#### Activisme médiatique
Les Panthères roses ont essayé de diffuser les images de leurs actions et d'investir Internet et les réseaux sociaux pour faire circuler leurs réflexions et actions.
- Gouines, pédés et féministes s’invitent à la messe de Notre-Dame de Paris (2005, 1’26’’)
- Le Clip des Panthères roses (2006, 8’49’’)
- Campagne égalité des droits (2009, 1’32”)
- Vidéotrottoir dans le Marais à Paris (prévention) (2009, 1’29’’)
- OSDS (2009, 3’53’’ et 2’36’’)
- Identité nationale : la nausée (2010, 1’51”)
- Christine Boutin et l'homophobie interpellées (2010, 1’32’’)
- Pas de nationalisme dans ma fierté (2011, 1’55’’)
- #Manifestation ! #Égalité ! #Maintenant ! (2012, 1’06’’)
- Le Conte de Noël des Panthères roses (2012, 1’11’’)
- Gouines & pédés : Refuser l'égalité des droits, c'est être homophobe !, coréalisé avec Les DurEs à Queer (2012, 3’25’’)
- Gouines & pédés à l’offensive : Assignation à la subversation et hiérarchie des sexualités, coréalisé avec Les DurEs à Queer (2012, 4’16’’)
- Gouines & pédés à l’offensive : Il n’y a pas à débattre des droits d’une minorité, coréalisé avec Les DurEs à Queer (2012, 2’03’’)
- Barjot... Stop ! Égalité des droits maintenant ! (2012, 0'23’’)
- Dhuicq... Stop ! Égalité des droits maintenant ! (2012, 0'23’’)
- Boutin... Stop ! Égalité des droits maintenant ! (2012, 0’20’’)
- Jospin... Stop ! Égalité des droits maintenant ! (2012, 0’19’’)
- Pas d’égalité sans PMA (2013, 0’36’’)
- Jour de célébration et de joie, Jour de vigilance et de colère (2013, 2’51’’)

#### Les Panthères roses citées dans divers films, émissions et vidéos
- Des Panthères à Cracovie de Sophie Sensier et Barbara Schuch (2005)[69],[70]
- A l'occasion du dixième anniversaire de la Nuit Gay de Canal+, une mise en perspective des avancées des droits et de la visibilité LGBT (50', VF ). Réalisé par Lionel Bernard (co-auteur Alain Burosse). Diffusé le 21 octobre 2005.
- La Révolution du désir de Alessandro Avellis et Gabriele Ferluga (2006)
- Manifestation du 27 Janvier avec le Collectif Oui Oui Oui ! (2013, 5’42’’)
- Homeland : Irak année zéro d'Abbas Fahdel (2015)